# Agustín Martín del Olmo
Agustín Martín del Olmo (Calahorra de Boedo, provincia de Palencia, 5 de mayo de 1917-Barcelona, 13 de enero de 1991), conocido profesionalmente como Martín del Olmo, fue un periodista español establecido en Barcelona que desarrolló la mayor parte de su carrera en el periódico El Correo Catalán, donde llegó a ser redactor jefe de Internacional. Antes, hasta el año 1955, había sido cartero. También fue corresponsal barcelonés del diario madrileño Informaciones. Todas las semanas, en la Hoja del Lunes publicaba una columna de opinión bajo el epígrafe 'Religiosas'. Fue secretario de la Asociación de la Prensa de Barcelona bajo la presidencia de Carlos Sentís.
En 1965 fue uno de los galardonados con los «Premios de Prensa, Radio y Televisión», convocados con motivo de las Fiestas de la Merced de Barcelona de aquel año.
Apasionado por la literatura del Siglo de Oro español, escribió varios artículos especializados en este tema en la revista Historia y Vida. Uno de estos artículos, El vino en el Siglo de Oro, publicado en 1977, fue galardonado con el segundo premio en el XXI Concurso Nacional Periodístico sobre el vino.
Poeta aficionado, publicó Guerra de sonetos, a cuatro manos con el alcalde de Herrera de Pisuerga en 1974, Luis R. Salvador Merino. Herrera de Pisuerga fue su población de los años de infancia y juventud.
Hombre de una profunda fe cristiana, en su época de cartero fundó con el padre Piulachs la Congregación de la Virgen de la Estrada, de raíces obreras, lugar de plegaria para los empleados cuando salían de su trabajo.